# Банковский переулок (Екатеринбург)
Ба́нковский переулок (ранее Торго́вая улица) расположен между проспектом Ленина и улицей Малышева в Центральном жилом районе Екатеринбурга, дома № 1—9, 8 и 10, (Ленинский административный район). Протяженность улицы с севера на юг составляет около 400 м.

## История
В дореволюционном Екатеринбурге Банковского переулка не существовало. Будущий переулок находился на территории Главной торговой площади, занятой магазинами, лавками и складами. В 1920-е — 1930-е годы центр города стал активно перестраиваться. В 1920-е годы в переулке были построены Здания акционерного общества «Союзхлеб» (дом № 9) и института ВОСХИТО (дом № 7, ныне — клиника УНИИТО Уральского НИИ травматологии и ортопедии им. Чаклина). Спонтанно появившаяся улица получила название «Торговая». В конце 1920-х годов в переулке начали строить здания в стиле конструктивизма («Дома специалистов» — Банковский, 8—10). Позднее Торговая улица стала переулком и сменила название. Банковским переулок стал потому как в его начале находилась Уральская областная контора Всероссийского Кооперативного Банка (улица Малышева, д. 31). В 2-этажном кирпичном здании торгового дома (д. № 1) в 1930-х годах разместилась типография Госстатиздата, а с 1956 года в первом этаже разместился магазин «Детский мир», в 1984 году его снесли и построили западное крыло Горсовета (1987). На месте двухэтажного здания фабрики, 31 декабря 1965 года открылся Центральный универмаг (ЦУМ, дом № 3, в 2006-15 реконструирован с сооружением наземного перехода между зданиями ЦУМа и Пассажа). До 1970-х годов в пристрое к дому № 7 работал т. н. пенициллиновый завод, испускавший характерный запах.

## Достопримечательности

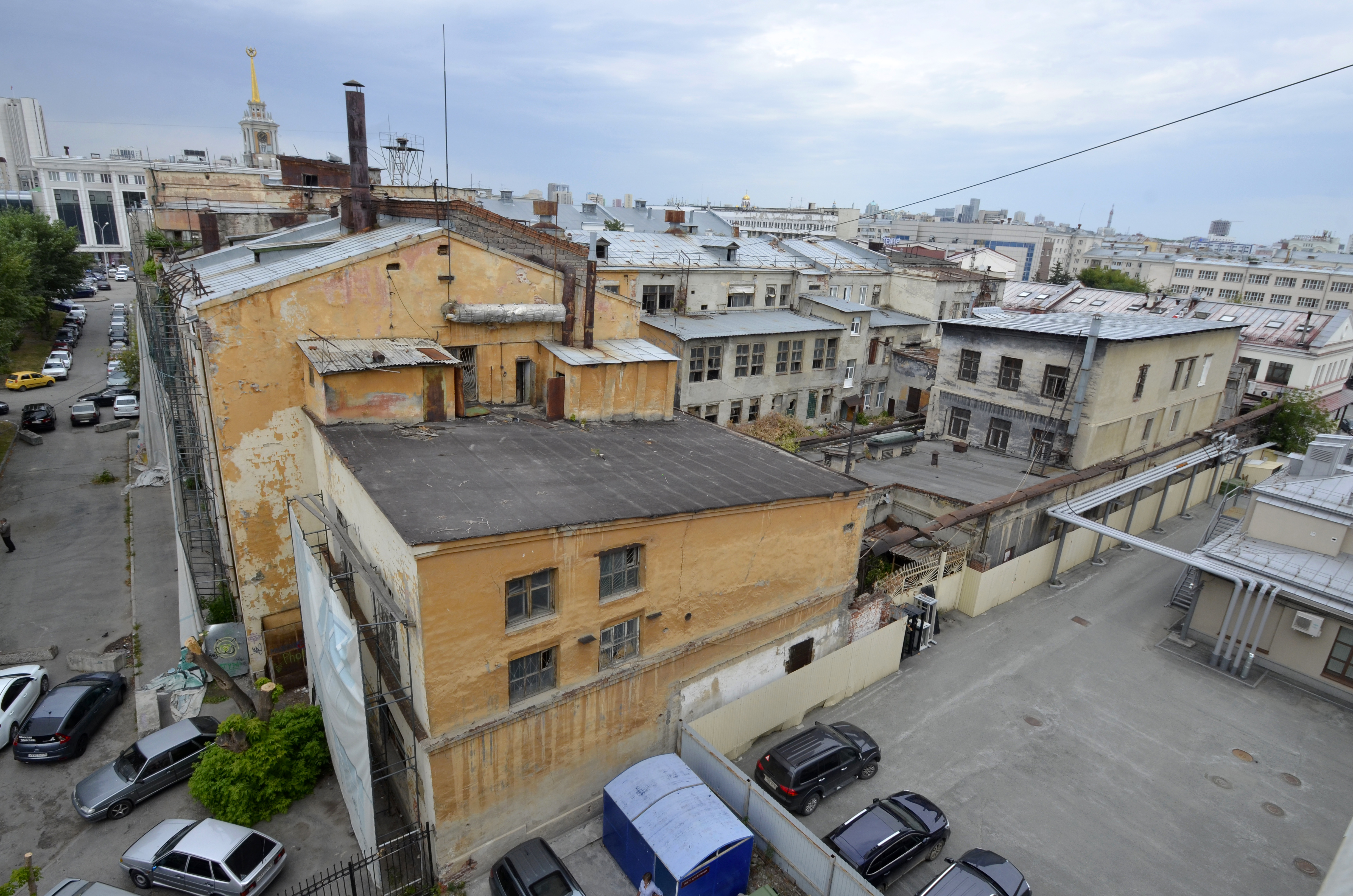
Здание акционерного общества «Союз-хлеб», Банковский переулок, 9

- Дома № 8 и 10 — Дома специалистов (арх. Г. А. Голубев). Сданы в 1934 (№ 8) и 1935 (№ 10)[2]. Дома были весьма фешенебельными, с большими просторными квартирами с оригинальными планировками, площадью до 92 м², планировались не коммунальные, а отдельные; квартиры занимали первые лица города, среди которых был первый директор строительства Уралмашзавода Александр Петрович Банников[1]. В 1955—1964 в этом доме проживал Николай Владимирович Тимофеев-Ресовский.
- Дом № 9 — Здание акционерного общества «Союз-хлеб». Построено в 1926 году. Признано объектом культурного наследия[3].